# Anton von Wegnern
 Anton Pius Gustav Wilhelm von Wegnern (ur. 1809 w Iławie Pruskiej, zm. 1891 w Berlinie) – prezydent Królewskiej Regencji w Bydgoszczy w latach 1873-1881.

## Życiorys
Urodził się 6 kwietnia 1809 w Pruskiej Iławce (obecnie Bagrationowsk, obwód królewiecki). Był synem Carla Ludwiga Antona, prezesa Wyższego Sądu Krajowego w Królewcu, a następnie prezydenta Królewskiego Trybunału i kanclerza Królestwa Prus oraz Emilie, hrabianki zu Eulenburg-Gallingen. Odbył studia w zakresie kameralistyki, tzn. w dziedzinie nauk politycznych i skarbowości. Potem pracował w administracji państwowej. Pełnił m.in. funkcję landrata w Ełku. 
W latach 1862–1864 został zatrudniony jako asesor w Królewskiej Regencji w Królewcu, a następnie w 1865 r. otrzymał podobne stanowisko w Nadprezydium Prowincji Poznańskiej i pełnił funkcję asystenta nadprezydenta, Karla von Horna. Dodatkowo kierował również Prowincjalną Kasą Opieki w Poznaniu. W latach 1869–1873, już w stopniu wyższego radcy regencyjnego, był wiceprezydentem Regencji w Poznaniu. Zajmował również stanowisko dyrektora tamtejszego Prowincjalnego Kolegium Szkolnego. 
27 września 1873 r. został mianowany prezydentem Regencji w Bydgoszczy i urząd ten piastował do 1 października 1881 r., kiedy przeszedł na emeryturę. Opuścił wówczas Bydgoszcz i przeniósł się do Berlina, gdzie zmarł 14 listopada 1891 r. Był żonaty z Heleną Johanną Valeską Biegon von Czudnochowski, z pochodzenia Polką.
Został odznaczony Orderem Czerwonego Orła ze Wstęgą 3 klasy oraz Krzyżem Komturii 2 klasy.

## Prezydent Regencji w Bydgoszczy
Urząd prezydenta Regencji w Bydgoszczy objął 14 października 1870 r. Mimo podeszłego wieku (64 lata) o jego nominacji przesądziło fachowe administracyjne doświadczenie, a także znajomość specyfiki wschodnich prowincji państwa pruskiego. Sprawował twoją funkcję przez 8 lat. 8 maja 1881 r. podczas obchodów jubileuszu 50-lecia pracy w administracji państwowej, otrzymał wiele gratulacji i wyrazów uznania od przełożonych, współpracowników i społeczeństwa. Decyzją ministra stanu został podniesiony do godności tajnego, wyższego radcy regencyjnego, zaś od władz miasta otrzymał specjalny dyplom z gratulacjami i życzeniami. Uroczystość odbyła się 8 lipca 1881 w Hotelu „Moritz" Juliusa Krausego przy Nowym Rynku.